# Сералонга (Сасари)
Сералонга је насеље у Италији у округу Сасари, региону Сардинија.
Према процени из 2011. у насељу је живело 383 становника. Насеље се налази на надморској висини од 12 м.